# Argonautes d'Aix-en-Provence
Pour les articles homonymes, voir Argonaute (homonymie).
Stade
Maillots
Champion de France Élite (D1)
1990, 1991, 1992, 1995, 1998, 1999, 2001, 2002
Saison en cours
Les « Argonautes d'Aix-en-Provence » est un club français de football américain fondé en 1986 à Aix-en-Provence. Les Argonautes évoluent en Élite de 1987 jusqu'en 2012 et remportant le Championnat de France de D2 (Casque d'Or) en 2014. Ils remontent ainsi en Élite dès la saison 2015.

## Le club
Football Américain :
- 1 équipe senior évoluant en D1.
- 1 équipe U19 évoluant en championnat national.
- 1 équipe U16 évoluant en championnat territorial (PACA)
- 1 équipe U14
- 1 équipe féminine

## Palmarès
Les Argonautes ont remporté plusieurs championnats dans les catégories cadet, junior et senior :
| Compétitions internationales | Compétitions nationales |
| - European Football League (EFL) - Finaliste (1) : 1996 | - Championnat de France Élite (D1) - Champion (8) : 1990, 1991, 1992, 1995, 1998, 1999, 2001, 2002 - Vice-Champion (9) : 1989, 1993, 1994, 1996, 1997, 2000, 2003, 2004, 2006 - Championnat de France de D2 - Champion (2) : 1987, 2014 - Coupe de France - Vainqueur (1) : 1987 |
| Compétitions de jeunes | Compétitions de Flag football |
| U19 - Championnat de France U19 - Champion (3) : 1993, 1994 et 1995 - Vice-Champion (4) : 1996, 2000, 2001 et 2005 U16 - Championnat de France U16 - Champion (4) : 1991, 2004, 2007 et 2008 - Vice-champion (5) : 1995, 2005, 2006, 2010 et 2011 | Section +16 ans (mixte) - Championnat régional (Paca / Languedoc-Roussillon) - Champion (Red Argos) (1) : 2009 - Vice-champion (Black Argos) (1) : 2009 Section Cadets - Championnat de France Cadet - Champion (1) : 2007                                                       |

## Histoire

### 1985 - 1990: la naissance d’un grand club
En 1985, quelques passionnés de football américain fondent le club des Argonautes lequel collabore avec l'Aix Université Club (AUC). Sous l'impulsion de Bernard Bonnet, le club des Argonautes fait ses débuts en 2e division fin 1986. Au terme de cette première saison, les Argonautes remportent leur premier titre et accèdent à la division Élite. Le club atteint les séries éliminatoires dès la saison 1987. En quart-de-finale, il bat les Spartacus de Paris (finaliste en 1985) mais perd en demi-finale face aux Jets de Paris.
En 1988, les Argonautes atteignent les demi-finales et jouent leur première finale en 1989. En 1990, le club est une à nouveau présent en séries éliminatoires. Après avoir été battu par les Castors de Paris en séries éliminatoires lors des deux dernières saisons, le club d'Aix prend sa revanche et remporte la finale de 1990 décrochant ainsi son premier titre en Élite, le premier titre Élite remporté par un club de province.

### L'origine du nom
Résidant à Aix, le romancier Chuck Weir, est le premier entraîneur des Argonautes entre 1985 et 1987. Ayant été quarterback au sein de l'équipe de l'université de Toronto d'où il est originaire, il sait très vite insuffler un esprit de conquête ainsi qu'une certaine rigueur, le goût du travail bien fait et la persévérance nécessaire à la réussite. Inspiré par l'équipe des Argonautes de Toronto évoluant en C.F.L., il propose de suivre la légende des Argonautes de la Grèce antique pour également donner l'impulsion nécessaire à la conquête de la toison d'or, celle-ci représentant le Championnat de France de football américain D2.
Larry Legault, originaire du Canada, devient entraîneur principal de 1990 à 1993. Il va propulser les Argonautes vers les plus hauts sommets.

### 1991 - 2004: le règne sur l'Élite
À la suite de leur titre de 1990, les Argonautes vont régner sur le championnat de France. Ils remportent en effet le titre en 1991, 1992, 1995, 1998, 1999, 2001 et 2002 tout en disputant ls finales de 1993, 1994, 1996, 1997, 2000, 2003 et 2004. Les Argonautes disputent ainsi 16 finales consécutives et remportent 8 titres nationaux. En 1999, le club des Argonautes est le premier à recevoir l'organisation de la finale de 1re division en province.
Le club est aussi présent sur la scène européenne et participe pour la première fois à l'Eurobowl en 1991 (2 défaites). Lors de la campagne 1992, les Argonautes perdent en demi-finale face aux Amsterdam Crusaders, avant de remporter le match pour la 3e place face au Suédois de 86ers Uppsala. En 1993, les Argonautes ne passent pas les poules (victoire 106-0 face aux Leuven Lions et défaite 26-54 face aux Amsterdam Crusaders). L'équipe réussit sa meilleure campagne européenne en 1996 puisqu'elle bat après prolongation en quart de finale les Allemands de Düsseldorf Panther et en demi-finale les italiens des Frogs de Legnano. Ils perdent la finale 14 à 21 des œuvres des Blue Devils de Hambourg. En 1999 et 2003, les Argonautes sont éliminés en poule et en quart de finale lors des éditions de 2000 et 2002
Durant cette période, les jeunes Argonautes remportent trois titres en Junior (1993, 1994, 1995) et un titre en Cadet (2004). L'équipe de Flag est également championne en 1991.

### 2005 - 2011: une nouvelle ère
En 2005 après une saison moyenne (5 victoires - 5 défaites), les Argonautes sont battus par les Spartiates d'Amiens en demi-finale. L'équipe réalise une bonne saison 2006 ponctuée par une finale nationale perdue face au Flash de La Courneuve. Cette même année, le club retrouve la compétition Européenne avec l'EFAF Cup. Avec deux défaites, il se classe troisième de son groupe. En 2007, il ne participe pas aux séries éliminatoires pour la première fois de son histoire.
Les Argonautes renouent avec les séries éliminatoires en 2008 (défaite en 1/2 finale 13 à 16 contre les Templiers d'Élancourt).
Jim Criner, entraîneur américain de renom prend la tête de l'équipe en 2009. Les Argonautes accèdent à nouveau à la demi-finale nationale mais sont éliminés par le futur champion de France, le Flash de La Courneuve.

### 2012 - 2019: relégation suivie d'un retour en élite
Après une saison 2012 difficile, les Argonautes descendent en 2e division pendant deux saisons et ne retrouvent l'élite qu'à l'issue de la saison 2014, grâce à l'apport du quarterback américain Jimmie Russell.
En 2015, l'équipe est qualifiée pour jouer la Ligue des champions européenne de l'IFAF. Elle ne s'incline qu'en demi-finale du championnat de France de D1 face aux Black Panthers de Thonon-les-Bains. Les saisons 2016 et 2017 sont marquées par un recrutement impressionnant, aussi bien de joueurs français internationaux que pour de joueurs étrangers (Willy Nkishy, Sébastien Sejean, Ryan Perrilloux (en), Guillaume Rioux). Le club participe en 2016 à la compétition européenne BIG 6 et se qualifie en 2016 et en 2017 pour les demi-finales du championnat de France de D1 sans accéder à la finale.
Bien que plus compliquées (notamment en termes d'effectif), le club se maintient en élite lors des saisons 2018 et 2019.
Durant cette période, l'équipe est dirigée chronologiquement par Kenneth Suhl, Mathias Torre, Julien Granier et finalement Richard Bonds. Le retour d'Emmanuel Maguet comme directeur sportif est annoncé pour le début de la saison 2020.

## Bilan saison par saison
(août 2025).

### Tableau récapitulatif
| Championnat de France | Championnat de France | Championnat de France        | Championnat de France | Championnat de France | Championnat de France | Championnat de France | Championnat de France | Championnat de France | Championnat de France | Championnat de France | Championnat de France | Championnat de France | Coupe de France | Coupe d’Europe                   |
| --------------------- | --------------------- | ---------------------------- | --------------------- | --------------------- | --------------------- | --------------------- | --------------------- | --------------------- | --------------------- | --------------------- | --------------------- | --------------------- | --------------- | -------------------------------- |
| Saison                | Division              | Classement                   | Match                 | V                     | N                     | D                     | PP                    | PC                    | Finaliste             | ½ finaliste           | ¼ finaliste           | Barrages              | Coupe de France | Coupe d’Europe                   |
| 1987(1)               | D2                    | -                            |                       | 0                     | 0                     | 0                     | 0                     | 0                     | Vainqueur             | Vainqueur             |                       | -                     | Vainqueur       | -                                |
| 1987                  | D1                    | 2e poule A                   | 6                     | 4                     | 0                     | 2                     | 118                   | 64                    |                       | Vaincu                | Vainqueur             | -                     | Vainqueur       | -                                |
| 1988(2)               | D1                    | 1er poule sud                |                       | 0                     | 0                     | 0                     | 0                     | 0                     |                       | Vaincu                |                       | -                     | -               | -                                |
| 1989(2)               | D1                    | 1er poule C                  | 8                     | 8                     | 0                     | 0                     | 0                     | 0                     | Vaincu                | Vainqueur             | Vainqueur             | -                     | -               | -                                |
| 1990                  | D1                    | 1er poule B                  | 6                     | 6                     | 0                     | 0                     | 213                   | 41                    | Vainqueur             | Vainqueur             |                       | -                     | -               | -                                |
| 1991                  | D1                    | 1er poule des As             | 10                    | 9                     | 0                     | 1                     | 352                   | 66                    | Vainqueur             | Vainqueur             |                       | -                     | -               | EFL, Poules                      |
| 1992(2)               | D1                    | 1er poule des As             | 8                     | 8                     | 0                     | 0                     | 0                     | 0                     | Vainqueur             | Vainqueur             |                       | -                     | -               | EFL, 3e                          |
| 1993                  | D1                    | 1re poule A                  | 8                     | 5                     | 0                     | 3                     | 248                   | 211                   | Vaincu                | Vainqueur             | Vainqueur             | -                     | -               | EFL, Poules                      |
| 1994                  | D1                    | 1er poule A                  | 7                     | 6                     | 0                     | 1                     | 273                   | 98                    | Vaincu                | Vainqueur             | Vainqueur             | -                     | -               | -                                |
| 1995(2)               | D1                    | 2e de l'élite                | 1                     | 1                     | 0                     | 0                     | 42                    | 12                    | Vainqueur             | Vainqueur             |                       | -                     | -               | -                                |
| 1996                  | D1                    | 1er poule A                  | 7                     | 6                     | 0                     | 1                     | 210                   | 133                   | Vaincu                | Vainqueur             |                       | -                     | -               | EFL, Finaliste                   |
| 1997                  | D1                    | 2e de l'élite                | 6                     | 5                     | 0                     | 1                     | 179                   | 64                    | Vaincu                |                       |                       | -                     | -               | -                                |
| 1998                  | D1                    | 1er poule sud                | 10                    | 10                    | 0                     | 0                     | 504                   | 32                    | Vainqueur             | Vainqueur             | Vainqueur             | -                     | -               | -                                |
| 1999                  | D1                    | 1er poule sud                | 6                     | 5                     | 0                     | 1                     | 169                   | 42                    | Vainqueur             | Vainqueur             | Vainqueur             | -                     | -               | EFL, Poules                      |
| 2000                  | D1                    | 3e poule A                   | 9                     | 4                     | 0                     | 5                     | 185                   | 174                   | Vaincu                | Vainqueur             | Vainqueur             | -                     | -               | EFL, Quart de finaliste          |
| 2001                  | D1                    | 2e poule A                   | 9                     | 6                     | 0                     | 3                     | 199                   | 141                   | Vainqueur             | Vainqueur             |                       | -                     | -               | -                                |
| 2002                  | D1                    | 1er poule A                  | 10                    | 10                    | 0                     | 0                     | 327                   | 183                   | Vainqueur             | Vainqueur             |                       | -                     | -               | EFL, Quart de finaliste          |
| 2003                  | D1                    | 1er de l'élite               | 8                     | 8                     | 0                     | 0                     | 248                   | 88                    | Vaincu                | Vainqueur             |                       | -                     | -               | EFL, Poules                      |
| 2004                  | D1                    | 2e de l'élite                | 10                    | 6                     | 1                     | 3                     | 220                   | 171                   | Vaincu                | Vainqueur             |                       | -                     | -               | -                                |
| 2005                  | D1                    | 2e poule sud                 | 10                    | 5                     | 0                     | 5                     | 302                   | 194                   |                       | Vaincu                |                       | -                     | -               | -                                |
| 2006                  | D1                    | 2e poule sud                 | 10                    | 8                     | 0                     | 2                     | 343                   | 162                   | Vaincu                | Vainqueur             |                       | -                     | -               | EFAF Cup, Poules                 |
| 2007                  | D1                    | 3e poule sud                 | 10                    | 3                     | 0                     | 7                     | 184                   | 234                   | -                     |                       |                       | -                     | -               | -                                |
| 2008                  | D1                    | 2e poule sud                 | 8                     | 4                     | 0                     | 4                     | 222                   | 221                   |                       | Vaincu                |                       | -                     | -               | -                                |
| 2009                  | D1                    | 2e poule sud                 | 10                    | 7                     | 0                     | 3                     | 328                   | 175                   |                       | Vaincu                |                       | -                     | -               | -                                |
| 2010                  | D1                    | 6e de l'élite                | 10                    | 4                     | 0                     | 6                     | 233                   | 267                   | -                     |                       |                       | -                     | -               | -                                |
| 2011                  | D1                    | 4e de l'élite                | 10                    | 6                     | 0                     | 4                     | 287                   | 204                   |                       | Vaincu                |                       | -                     | -               | -                                |
| 2012                  | D1                    | 7e de l'élite                | 10                    | 1                     | 0                     | 9                     | 108                   | 298                   | -                     |                       |                       | D1/D2, défaite        | -               | -                                |
| 2013                  | D2                    | 1er poule A sud              | 10                    | 6                     | 1                     | 3                     | 211                   | 176                   |                       | Vaincu                |                       | -                     | -               | -                                |
| 2014                  | D2                    | 1er poule A sud              | 10                    | 10                    | 0                     | 0                     | 390                   | 139                   | Vainqueur             | Vainqueur             |                       | D1/D2, victoire       | -               | -                                |
| 2015                  | D1                    | 2e de l'élite                | 10                    | 8                     | 0                     | 2                     | 353                   | 230                   |                       | Vaincu                |                       | -                     | -               | IFAF Ligue des Champions, Poules |
| 2016                  | D1                    | 1er poule sud                | 8                     | 6                     | 0                     | 2                     | 217                   | 109                   |                       | Vaincu                |                       | -                     | -               | BIG 6, Poules                    |
| 2017                  | D1                    | 2e poule sud                 | 10                    | 5                     | 0                     | 5                     | 235                   | 227                   |                       | Vaincu                |                       | -                     | -               | -                                |
| 2018                  | D1                    | 3e poule sud - 6e de l'élite | 10                    | 2                     | 0                     | 7                     | 102                   | 287                   | -                     | -                     | -                     | -                     | -               | -                                |
| 2019                  | D1                    | 5e poule Sud                 | 10                    | 1                     | 2                     | 7                     | 76                    | 289                   | -                     | -                     | -                     | -                     | -               | -                                |

- Champion ou vainqueur
- Vice-champion ou finaliste
- Promu
- Barrage de promotion
- Relégué
- Barrage de relégation

(1) Résultats incomplets.
(2) Aucune informations.

### Statistiques
Dernière mise à jour : 11 juillet 2017.
| Compétition                     | Type                            | Participations | M.J. | V   | N | D  | PP     | PC     |
| ------------------------------- | ------------------------------- | -------------- | ---- | --- | - | -- | ------ | ------ |
| Championnat de France           |                                 |                |      |     |   |    |        |        |
| D1                              | Saison(1)                       | 29             | 235  | 164 | 1 | 70 | 6 191  | 3 840  |
| D1                              | Play-offs(2)                    | 26             | 45   | 27  | 0 | 18 | 737    | 644    |
| D1                              | Barrages D1/D2                  | 1              | 1    | 0   | 0 | 1  | 0      | 16     |
| D1                              | TOTAL(1)                        | 56             | 262  | 178 | 1 | 74 | 6 548  | 4 086  |
| D2                              | Saison                          | 3              | 20   | 16  | 1 | 3  | 601    | 315    |
| D2                              | Play-offs                       | 3              | 7    | 6   | 0 | 1  | 230    | 94     |
| D2                              | Barrages D2/D1                  | 1              | 1    | 1   | 0 | 0  | 37     | 22     |
| D2                              | TOTAL                           | 3              | 28   | 23  | 1 | 4  | 868    | 431    |
| Total France                    | Total France                    | 59             | 270  | 190 | 2 | 78 | 7 416  | 4 535  |
| Coupe d'Europe                  |                                 |                |      |     |   |    |        |        |
| EFAF                            |                                 |                |      |     |   |    |        |        |
| EFL                             | Poules                          | 8              | 15   | 10  | 0 | 5  | 533(3) | 276(3) |
| EFL                             | Play-off                        | 4              | 8    | 4   | 0 | 4  | 165    | 205    |
| EFL                             | Total                           | 8              | 23   | 14  | 0 | 9  | 698    | 481    |
| EFAF Cup                        | Poules                          | 1              | 2    | 0   | 0 | 2  | 40     | 85     |
| EFAF Cup                        | Play-off                        | 0              | 0    | 0   | 0 | 0  | 0      | 0      |
| EFAF Cup                        | Total                           | 1              | 2    | 0   | 0 | 2  | 40     | 85     |
| IFAF Europe                     |                                 |                |      |     |   |    |        |        |
| Ligue des Champions             | Poules                          | 1              | 2    | 1   | 0 | 1  | 68     | 41     |
| Ligue des Champions             | Playoffs                        | 0              | 0    | 0   | 0 | 0  | 0      | 0      |
| Ligue des Champions             | Total                           | 1              | 2    | 1   | 0 | 1  | 68     | 41     |
| Total Europe                    | Total Europe                    | 10             | 27   | 15  | 0 | 12 | 806    | 607    |
| TOTAL Général (France + Europe) | TOTAL Général (France + Europe) | 70             | 297  | 205 | 2 | 90 | 8 222  | 5 142  |

(1) Résultats incomplets.
(2) Manque les résultats du premier tour 1998 et du quart de finale 1994.
(3) Manque le résultat du match face au Panteras Madrid de 1996.

## Présidents
- 1985-1986 :  Claude Miraval
- 1986-1993 :  Bernard Bonnet (1 Coupe de France, 3 titres de Champion de France D1)
- 1993-1996 :  Serge Briançon (1 titre de Champion de France D1)
- 1996-1997 :  Patrick Leborgne
- 1998-2001 :  Michel Haquin (3 titres de Champion de France D1)
- 2002-2003 :  François Fontaine (1 titre de Champion de France D1)
- 2004-2007 :  Serge Briançon
- 2007-2008 :  Olivier Ramalingon
- 2008-2011 :  Sylvain Hoesch
- 2011-2013 :  Victor Bahabège
- 2013-présent :  Thierry Jamet (1 titre de Champion de France D2)

## Entraîneurs principaux
- 1985-1986 :  Chuck Wheir
- 1987-1989 :  John Mugglebee (1 Coupe de France)
- 1990-1993 :  Larry Legault (3 titres de Champion de France D1)
- 1994-1999 :  Paul-Vincent Miraval (3 titres de Champion de France D1)
- 2000 :  Val Gunn/George Haines
- 2001-2006 :  Darren Holmes (2 titres de Champion de France D1)
- 2007 :  Stéphane Murat
- 2008 :  Matt Hove
- 2009 :  Jim Criner
- 2010 :  Julien Granier
- 2013 :  Nicolas Paya
- 2014 :  Paul-Vincent Miraval (1 titre de Champion de France D2)
- 2015 :  Kenneth Suhl
- 2016-2017 :  Cyril Irroy, Mathias Torre, Julien Granier et Paul-Vincent Miraval.
- 2018 :  Julien Granier
- 2019 :  Richard Bonds[5]
- 2020 :  Mika Sabatier[6]

### Anciens joueurs français
| N° | Poste | Nom              | Période         | Équipe de France | Équipe de France | Infos (Joueurs sélectionnés en équipe de France, anciens joueurs professionnels ou récompensés individuellement.) |
| -- | ----- | ---------------- | --------------- | ---------------- | ---------------- | --- |
| N° | Poste | Nom              | Période         | Junior           | Senior           | Infos (Joueurs sélectionnés en équipe de France, anciens joueurs professionnels ou récompensés individuellement.) |
| -  | LB    | Philippe Gardent | 2002-2004, 2006 | -                | oui              | Centaures de Grenoble, Geneva Seahawks (Suisse), Team Europe, Argonautes d'Aix-en-Provence, Centurions de Cologne (NFLE), Cougars de Saint-Ouen-l'Aumône, Redskins de Washington (NFL), Panthers de la Caroline (NFL), Alouettes de Montréal (LCF), Flash de La Courneuve.      |
| -  | TE    | Yoan Schnee      | 1997-2003, 2009 | -                | oui              | Chiefs des Ulis, Castors-Sphinx du Plessis-Robinson, Volunteers du Tennessee (NCAA), Argonautes d'Aix-en-Provence, Raiders du Tyrol (Autriche), Amsterdam Admirals (NFLE), Rhein Fire (NFLE), Monarchs de Dresde (GFL), Lions de Brunswick (GFL), Argonautes d'Aix-en-Provence. |

## Anecdotes

### Match
Le samedi 24 février 1990, dans un but de promotion et d'ouverture au football américain, le club a organisé à Aix-en-Provence au stade Stade municipal Georges Carcassonne un match amical contre une toute jeune équipe russe les Ours de Moscou. Les Argonautes remportent le match 24 à 6 devant 2 000 spectateurs[réf. nécessaire].

### Stade
Les Argonautes ont joué leurs matchs à domicile dans divers stades :
- Stade municipal Georges Carcassonne (Aix en Provence)
- Stade Maurice-David (Aix en Provence)
- Stade Pierre Delort (Marseille)
- Stade Marcel Roustan (Salon de Provence)